# کنده‌کاری سبزیجات

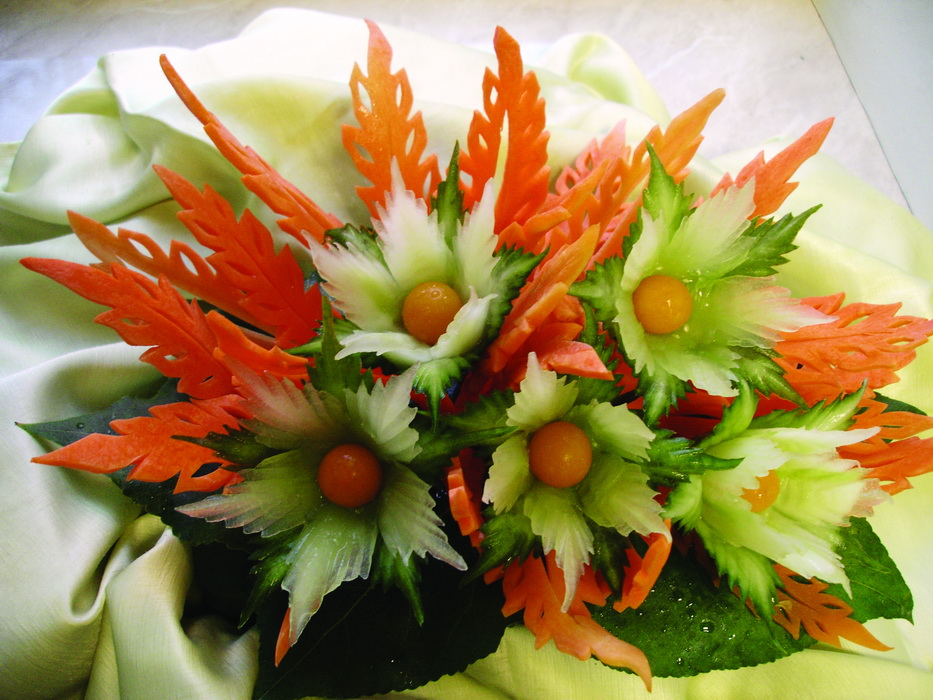
کنده‌کاری هویج و خیار به شکل گل و برگ

کنده‌کاری سبزیجات یا کنده‌کاری گیاهان (انگلیسی: Vegetable carving) به هنر کنده کاری بر روی و دادن اشکال زیبا به سبزیجات از قبیل شکل گل یا پرندگان است.

## تاریخچه
ریشه و سرآغاز کنده‌کاری سبزیجات و گیاهان مورد مناقشه است. برخی بر این باورند که این هنر در ژاپن و در دوران باستان آغاز شده است، برخی بر این باورند که این هنر در دوره پادشاهی سوکوتای در تایلند، در ۷۰۰ سال پیش آغاز شده است، در حالی که بعضی دیگر هم بر این باورند که آغاز کنده‌کاری‌های سبزیجات در زمان سلسله تانگ (میلادی ۶۱۸–۹۰۶) و دودمان سونگ (۹۶۰–۱۲۷۹ میلادی) در چین است.

## ژاپن
از هنر موکی‌مونو در ژاپن به عنوان منشأ هنر کنده‌کاری میوه و سبزی، نام برده می‌شود. با توجه به کتاب «چاشنی‌های ژاپنی»، که توسط یوکیکو و باب هایدوک نوشته شده است، موکی‌مونو در دوران باستان آغاز شد زمانی که مواد غذایی در سفال بدون لعاب خاک رس سرو می‌شدند. این ظروف خشن با یک برگ پوشیده شده و سپس غذا بر روی آن قرار داده می‌شد. آشپزهای هنرمند متوجه شدند که ایجاد یک برش یا تا در این برگ‌ها به روش‌های مختلف به جذابیت ظاهری غذا می‌افزاید. موکی‌مونو تا قرن شانزدهم، دوره ادو، چندان محبوب نبود اما در این دوره بود که موکی‌مونو به رسمیت شناخته شد. در این زمان هنرمندان خیابانی هوشمندانه بنا به درخواست چاشنی به غذا می‌افزودند. این آغاز تبدیل این هنر به یک بخش بسیار مهم از آموزش آشپزان ژاپنی بود.

## در تایلند
یکی دیگر از نظریه مطرح در تاریخ کنده‌کاری‌های گیاهی این است که این هنر از تایلند سرچشمه گرفته است. این نظریه عنوان می‌کند که این هنر در هنگام برگزاری جشنواره لوی کراتونگ (جشنواره فانوس‌ها) در تایلند در قرن ۱۴ آغاز شده است. در طول لوی کراتونگ، قایق‌های مینیاتوری شناور بر آب، به صورت جداگانه با استفاده از اشیاء بسیاری، از جمله برگ موز و گل تزئین شده است.
در سال ۱۳۶۴، یکی از خادمان پادشاه تایلند، تصمیم گرفت که یک تزیین منحصر به فرد برای قایق پادشاه برای شرکت در جشنواره لوی کراتونگ تهیه کند. او یک گل از سبزیجات حک شده و با استفاده از یک گل واقعی، به عنوان یک الگو درست کرد. او همچنین یک پرنده حک شده را در کنار این گل قرار داد. با استفاده از این کنده‌کاری، او یک قایق درست کرد که بالاتر از بقیه قایق‌ها در سطح آب قرار گرفته بود. پادشاه تحت تأثیر زیبایی این کنده‌کاری قرار گرفت و فرمان داد که هر زنی باید این هنر جدید یاد بگیرند.
همان‌طور که قرن‌ها گذشت، شور و شوق برای این هنر مومی و مشکلاتی روبرو شد. در سال ۱۸۰۸، رامای دوم سیام پادشاه تایلند بقدری به کنده کاری‌های گیاهی علاقه‌مند بود که شعری در مورد آن نوشت. با این حال، در طول انقلاب ۱۹۳۲ در تایلند، علاقه به کنده‌کاری‌های گیاهی کمرنگ شد. به منظور احیای علاقه، این هنر از سن ۱۱ سالگی در مدارس ابتدایی تا دبیرستان در تایلند آموزش داده شود. همچنین دروس اختیاری نیز در دانشگاه‌های سراسر تایلند ارائه می‌شود.

## گسترش جهانی
استفاده از کنده کاری‌های گیاهی امروزه در بسیاری از رستوران‌های مختلف آسیایی، کشتی، هتل، و دیگر مکان‌های مختلف رایج است. در میانه قرن بیستم، هنر کنده‌کاری‌های گیاهی شروع به گسترش به خارج از شرق آسیا کرد. از آن زمان فرهنگ‌های دیگر به آرامی شروع به درک زیبایی و فرهنگ در ارتباط با این هنر کردند. امروزه، می‌توان کنده‌کاری‌های گیاهی را در سراسر جهان مشاهده کرد.
کنده کاری‌های گیاهی به طور کلی به عنوان چاشنی استفاده می‌شوند، اما همچنین می‌توان از آن به عنوان گل نیز استفاده کرد.